# 5108 Любек
5108 Любек (5108 Lübeck) — астероїд головного поясу, відкритий 21 серпня 1987 року.
Тіссеранів параметр щодо Юпітера — 3,572.